# Samir Kassir
Samir Kassir (سمير قصير in arabo, traslitterato anche Samīr Qaṣīr; 5 maggio 1960 – Beirut, 2 giugno 2005) è stato un docente, giornalista e attivista libanese.
Da posizioni politiche di sinistra, Kassir sostenne con passione la fine della tutela siriana sul Libano, la democratizzazione della Siria e la causa palestinese.
Samir Kassir morì nell'esplosione provocata un'autobomba a Beirut il 2 giugno 2005. I mandanti del suo assassinio rimangono ignoti.

## Biografia
Nato il 5 maggio 1960 da padre palestinese e madre siriana, in una famiglia di religione greco-ortodossa, Samir Kassir crebbe a Beirut, dove frequentò il Lycée Français de Beyrouth e iniziò, all'età di diciassette anni, a scrivere in forma anonima su al-Nidā', il giornale del Partito comunista libanese, e a contribuire al quotidiano libanese in lingua francese L'Orient-Le Jour.
Nel 1981, Kassir iniziò a collaborare con Le Monde Diplomatique, su cui continuò a pubblicare sino al 2000.
Nel 1984 conseguì il DEA (laurea) in Filosofia e Filosofia Politica presso l'Université Paris I. Nel 1990 completò il dottorato di ricerca in Storia Moderna e Contemporanea presso l'Université Paris IV, con una tesi sulla guerra civile libanese.
In questo periodo, Kassir contribuì al settimanale al-Yawm al-Sābi', alla Revue des Études Palestiniennes e al quotidiano panarabo al-Hayāt.
Tornato in Libano, Samir Kassir fondò nel 1995 la rivista L'Orient-L'Express, che rappresentò una grande svolta perché, per la prima volta, un giornale francofono si faceva portavoce dell'arabità e della cultura araba piuttosto che del nazionalismo libanese.
Dopo la chiusura della rivista nel 1998, Samir Kassir iniziò ad insegnare presso l'Institut des sciences politiques dell'Université Saint-Joseph di Beirut. Nello stesso anno, Samir Kassir cominciò a contribuire con una serie di editoriali per il quotidiano al-Nahār.

Le sue colonne settimanali, in cui esprimeva in maniera schietta la sua opposizione al regime filo-siriano e chiedeva il ritiro delle truppe siriane dal Libano, divennero molto popolari e Kassir iniziò ad essere invitato come commentatore politico in numerosi programmi televisivi.
Nonostante il suo sostegno alla sovranità libanese, Kassir mantenne un interesse molto forte per la Siria, intrattenendo stretti rapporti con gli intellettuali coinvolti nella cosiddetta "Primavera di Damasco" del 2001. Kassir non mancò inoltre di continuare a difendere i diritti del popolo palestinese.
Nel 2004, insieme ad altri intellettuali ed esponenti della società civile libanese, Samir Kassir fondò il movimento Sinistra Democratica (al-Yasār ad-Dīmuqrāṭī), in opposizione tanto al modello economico neo-capitalista quanto agli opposti radicalismi religiosi e ideologici.
Samir Kassir, insieme alla Sinistra Democratica e al quotidiano al-Nahār, fu una delle figure più importanti nella mobilitazione politica che ha portato alle grandi manifestazioni di massa anti-siriane seguite all'assassinio dell'ex-primo ministro Rafīq al-Ḥarīrī.
Samir Kassir è stato a sua volta assassinato con un'autobomba a Beirut il 2 giugno 2005. L'attività investigativa è ancora in corso e nessun possibile mandante o autore materiale dell'omicidio è stato per ora identificato.
Poiché Samir Kassir aveva ricevuto in passato minacce da agenti dei servizi segreti e degli apparati di sicurezza libanesi e siriani, molti in Libano pensano che alcuni elementi di questi apparati possano essere responsabili dell'assassinio. Il governo siriano ha negato ogni forma di coinvolgimento.
Dal 2013, prima Giornata europea dei Giusti, un albero e un cippo ricordano Kassir al Giardino dei Giusti di Milano.